# Laure Murat
Pour les articles homonymes, voir Murat.
Laure Murat, née le 4 juin 1967 à Neuilly-sur-Seine, est une historienne française, professeure à l’université de Californie à Los Angeles.

## Biographie

### Famille
Laure Marie Caroline Murat est la fille du prince Jérôme Gaëtan Michel Joachim Napoléon Murat (1925-1998), écrivain et producteur de films, et d’Inès d’Albert de Luynes, historienne et biographe.

### Débuts professionnels et formation
En 1986, elle débute dans le journalisme à Beaux arts magazine puis à L’Objet d’art, avant de passer un an à Profession politique. Elle est par la suite pigiste dans de nombreuses revues (Connaissance des arts, Muséart, Les Aventures de l’art, L'Œil, etc.), suppléments (Le Monde de la révolution française) et radios (Radio Aligre, France Culture).
En 1997, elle est invitée par l’École nationale supérieure des Beaux-Arts de Paris à donner un séminaire sur la « théorie de la critique d’art ».
En 2004, Laure Murat rédige un mémoire, Le troisième sexe. Du mythe de l’androgyne à l’invention du neutre, pour le diplôme de l'École des hautes études en sciences sociales, qu’elle obtient avec mention, ce qui lui permet une inscription directe en thèse.
En 2005-2006, elle est membre de l'Institute for Advanced Study à Princeton.
En 2006, elle soutient sa thèse intitulée L’invention du troisième sexe. Sexes et genres dans l’histoire culturelle (1835-1939), qu’elle obtient avec la mention summa cum laude.

### Enseignement
La même année, elle est engagée comme professeure au département d’études françaises et francophones (Department of French and Francophone Studies) de l'université de Californie à Los Angeles (UCLA).
En 2012, elle obtient une bourse Guggenheim.
Entre 2015 et 2019, elle dirige le Centre des études européennes et russes à l'UCLA.
En 2022, Laure Murat est nommée Distinguished Professor.

### Vie privée
Laure Murat fait partie des personnalités qui témoignent de leur expérience dans le documentaire Homos en France réalisé par Aurélia Perreau et diffusé sur France 2 en mai 2023.
En 2023, elle déclare : « Je n’ai pas d’enfants, je ne suis pas mariée, je vis avec une femme, je suis professeure d’université aux États-Unis, je vote à gauche et je suis féministe ».
En novembre 2024, au lendemain de l'élection de Donald Trump, elle déclare sur France Inter quitter prochainement les États-Unis, qu'elle n'apprécie plus.

## Recherche
Les travaux de Laure Murat se développent sur trois axes.
Le premier axe est l’histoire de la psychiatrie en France au XIXe siècle. En 2001, elle publie La Maison du docteur Blanche, réflexion sur la psychiatrie privée avant l’invention de la psychanalyse, fondée sur les registres inédits d’une maison de santé qui a accueilli, entre autres, Nerval et Maupassant. En 2011, elle interroge le vaste corpus des archives des asiles publics de la Seine (Bicêtre, la Salpêtrière, Charenton et Sainte-Anne) entre 1789 et 1871, dans L’Homme qui se prenait pour Napoléon. Prenant pour point de départ la suggestion d’Esquirol de faire une histoire de France à partir des registres des asiles, elle interroge la nature des délires au XIXe siècle afin de comprendre l’impact des événements politiques (révolutions, changements de régime, etc.) sur la folie. Cette histoire politique de la folie s’attache à montrer dans quelles mesures la psychiatrie, science débutante et dépendante des changements de gouvernements, interprète la maladie mentale, en l’assimilant à un fait social.
Le second axe est l’histoire culturelle, notamment de la littérature. En 2003, elle publie Passage de l’Odéon, consacré à Adrienne Monnier et Sylvia Beach, inventrices de la librairie moderne dans l’entre-deux-guerres et éditrices de l’Ulysse de James Joyce. En 2015, Relire se présente comme une enquête sur la relecture, ses raisons et ses spécificités, élaborée à partir d’une centaine d’entretiens d’écrivains et d’écrivaines en France (Annie Ernaux, Patrick Chamoiseau, Jean Echenoz, Christine Angot, etc.).
Le troisième axe touche aux questions de genres et des sexualités. En 2006, elle publie La Loi du genre, issue de sa thèse, qui explore la notion de « troisième sexe », et en 2018, consacre le premier livre sur le mouvement MeToo : Une révolution sexuelle ? Réflexions sur l’après-Weinstein.
Au cours de ses recherches, Laure Murat a également consacré un nombre important d’articles à Marcel Proust. En 2005, elle découvre aux archives de la police un rapport de la brigade des mœurs attestant de la présence de Marcel Proust dans un bordel pour hommes, tenu par Albert Le Cuziat, le modèle de Jupien dans À la recherche du temps perdu. Cette découverte sera suivie de plusieurs études, notamment dans Proust et ses amis, la nrf et la Romanic Review. L’année du centenaire (2021-2022), elle contribue notamment aux Cahiers de l’Herne, au catalogue d’exposition Marcel Proust, un roman parisien au musée Carnavalet et au catalogue d’exposition Marcel Proust, la fabrique de l’œuvre à la Bibliothèque nationale de France, et participe le 15 novembre 2022 à une émission de L'Heure bleue consacrée à Proust, présentée par Laure Adler : « La Recherche est un livre de consolation ».

## Interventions
Laure Murat intervient régulièrement dans la sphère publique sur les questions de société, notamment depuis l’avènement de #MeToo et les polémiques autour de la cancel culture, auquel elle consacre un petit livre en 2022, Qui annule quoi ? Son point de vue sur ces questions est informé par sa connaissance approfondie de deux cultures, française et américaine, comme le montrent ses articles dans Le Monde et dans Libération, où elle tient la rubrique « Historiques » de 2016 et 2019, en alternance avec Sophie Wahnich, Johann Chapoutot et Serge Gruzinski.

## Publications
- Grandes Demeures de France, photos de Roberto Schezen, éditions Arthaud, 1992, 422 p.
- Palais de la nation, photos de Georges Fessy, Paris, éditions Flammarion, 1992, 256 p.  (ISBN 978-2-0820-1847-0)
- Paris des écrivains (dir.), Paris, éditions du Chêne, coll. « Paris », 1996, 192 p.  (ISBN 978-2-8510-8909-0)
- L'Expédition d'Égypte : le rêve oriental de Bonaparte, avec Nicolas Weill, Paris, éditions Gallimard, coll. « Découvertes Gallimard/Histoire » (no 343), 1998, 160 p.  (ISBN 978-2-0705-3399-2)
- La Maison du docteur Blanche : histoire d’un asile et de ses pensionnaires, de Nerval à Maupassant, Paris, éditions Jean-Claude Lattès, 2001, 424 p.  (ISBN 978-2-7096-2088-8)[28] Prix Goncourt de la biographie 2001
Prix de la critique de l’Académie française 2001[29]
- Passage de l’Odéon : Sylvia Beach, Adrienne Monnier et la vie littéraire à Paris dans l’entre-deux-guerres, Paris, éditions Fayard, coll. « Histoire de la pensée », 2003, 368 p.  (ISBN 978-2-2136-1662-9)
- La Loi du genre : une histoire culturelle du troisième sexe, Paris, éditions Fayard, coll. « Histoire de la pensée », 2006, 464 p.  (ISBN 978-2-2136-2042-8)
- L'Homme qui se prenait pour Napoléon : pour une histoire politique de la folie, Paris, éditions Gallimard, coll. « Hors Série Connaissance », 2011, 382 p.  (ISBN 978-2-07-078664-0)[30],[31],[32] Prix Femina essai 2011
- Relire : enquête sur une passion littéraire, Paris, éditions Flammarion, coll. « Essais littéraires », 2015, 304 p.  (ISBN 978-2-0813-4728-1)
- Flaubert à la Motte-Picquet, Paris, éditions Flammarion, coll. « Essais littéraires », 2015, 96 p.  (ISBN 978-2-0813-4776-2)
- Ceci n'est pas une ville, Paris, éditions Flammarion, coll. « Essais littéraires », 2016  (ISBN 978-2-0813-7708-0)
- Une révolution sexuelle ? Réflexions sur l'après-Weinstein, éditions Stock, coll. « Puissance des femmes », 2018  (ISBN 978-2-2340-8646-3)
- Qui annule quoi ? : sur la cancel culture, Paris, éditions du Seuil, 2022[33]  (ISBN 978-2-0214-9580-5)
- Proust, roman familial, éditions Robert Laffont, 2023, 256 p.  (ISBN 978-2-2212-7130-8)[34],[35]
- Toutes les époques sont dégueulasses - Ré(é)crire, sensibiliser, contextualiser, éditions Verdier, 2025, 80 p.  (ISBN 978-2-378562533)[36],[37],[38]

### Article
- « Proust, Marcel, 46 ans, rentier » in La Revue littéraire, no 14, 2005  (ISSN 1766-9693)[39]

### Sous le pseudonyme d'Iris Castor
- Iris Castor et Zrinka Stahuljak, Zoé, la nuit, Paris, éditions J.-C. Lattès, coll. « Thrillers », 2010, 240 p.  (ISBN 978-2-7096-3024-5)[40]

### Prix littéraires
- Prix Goncourt de la biographie[41] pour La Maison du docteur Blanche (2001)
- Prix de la critique de l’Académie française[42] pour La Maison du docteur Blanche (2001)
- Prix Cassis du livre pour Passage de l’Odéon (2003)
- Prix Femina essai[43] pour L’Homme qui se prenait pour Napoléon (2011)
- Prix Médicis essai pour Proust, roman familial (2023)[44]